# 西南民族大学
30°38′29″N 104°02′50″E / 30.64135°N 104.04728°E
西南民族大学位于中国四川省成都市，是一所综合性民族高等学校，前身为西南民族学院，于1951年6月1日正式成立，直属于国家民族事务委员会，是国家民委直属的六所民族高校之一。西南民大同时也是教育部、国家民族事务委员会、四川省人民政府共建高校。
2015年3月，国家民委与四川省人民政府决定共建西南民族大学；2015年10月，中华人民共和国教育部与国家民委决定共建西南民族大学等国家民委所属高校。西南民族大学迈入中央部委直属、部委共建、省部共建院校行列。2016年，四川省人民政府与学校签署战略合作协议。

## 起源
西南民族学院于1950年7月30日，在西南军政委员会第一次会议上筹备成立，起初的目的是培养少数民族干部。1950年10月，从刘文辉处购得公馆一处，后又购置附近民房两百间作为校址。1951年2月23日，为照顾各民族学员就学便利及适合气候起见，决定设立于成都。
1951年6月1日，西南民族学院正式成立。

## 变迁
2003年4月16日，经教育部批准，学校由“西南民族学院” 正式更名为“西南民族大学”。

## 年表
- 1951年3月 初步完成校舍修缮
- 1951年4月 王维舟被任命为院长，夏康农被任命为副院长兼教育长
- 1951年6月1日 西南民族学院成立，邓小平题词“各兄弟民族团结在毛主席和中央人民政府的周围，建设一个独立强盛繁荣幸福的新中国”。
- 1952年7月10日 第二学期开学典礼，邓小平题词“团结各民族于祖国大家庭的中心关键之一，是在于各民族都有一批热爱祖国，并能联系群众的干部”。[5]

## 校区

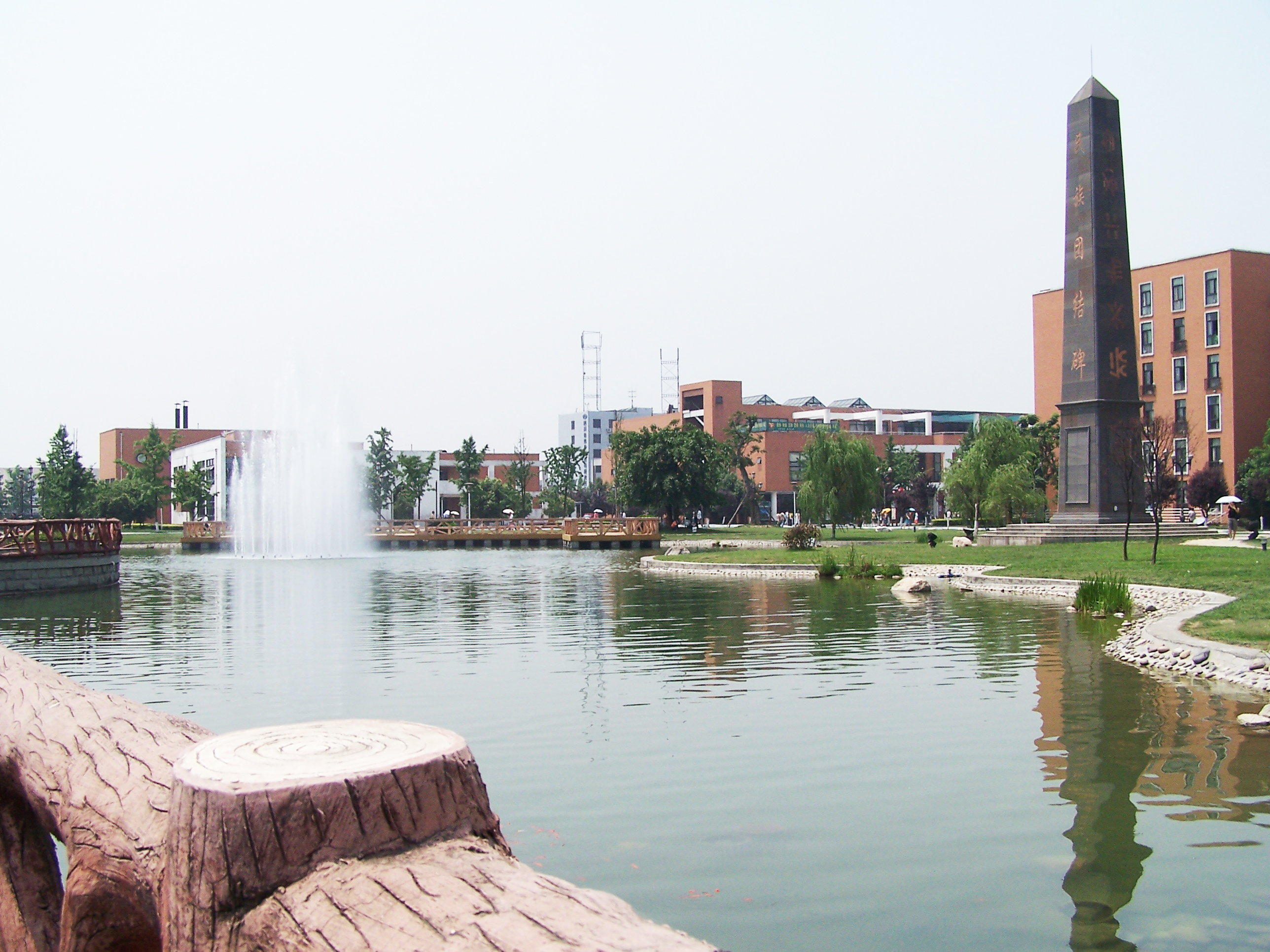
西南民族大学航空港校区的民族团结纪念碑

- 航空港校区
位于四川省成都市双流区航空港开发区大件路文星段168号。2003年6月建成，获得建设部“2004中国人居环境范例奖”[6]，主要由各专业本科教学使用。
- 武侯校区
位于成都市一环路南四段16号，背靠武侯祠，主要供研究生、少数民族预科生、留学生、大四学生等使用
- 太平园校区
位于四川省成都市武侯区太平园路1号，成人教育学院使用。
- 青藏高原生态保护与畜牧业高科技研究示范基地
位于四川省阿坝州红原县邛溪镇瑞东路。

## 现状
西南民族大学现仍以招收少数民族学生为主，但也招收人数不少的汉族学生，招生范围也早已遍布全国，实行汉族与少数民族考生分开招生。实行办学中心由建立初期的“培养少数民族干部”，逐渐转变为建立“现代化民族大学”。学校自2007年秋季开学时起，成为“拥有全部55个少数民族”的高等学校，校内学生、教员具有多民族性。
西南民族大学在民族学（即文化人类学）、西南民族研究，文学、历史学、旅游管理、兽医学、藏学、彝学、艺术学等方面具有一定的学科优势。西南民族大学拥有民族博物馆和世界上规模最大的藏学文献馆、彝学文献馆，声称拥有中华人民共和国境内最全面、专业门类最为丰富的艺术学院。西南民族大学也是国内极少数设有专门的藏学学院、彝学学院的大学。
根据中国社会科学文献评价研究中心新近发布的《中国学术期刊影响因子年报》（2015 年版），《西南民族大学学报（人文社会科学版）》在“综合性人文社科类学术期刊影响力指数及影响因子”方面，位居全国所有综合性人文社会科学类学术期刊第 20 名，其影响力甚至超过了《四川大学学报（哲学社会科学版）》。在各个学科的分类排名中，亦居全国民族类学术期刊第 2 名，仅次于中国社会科学院民族研究所主办的《民族研究》。
同其他五所国家民委所属的民族大学一样，西南民族大学的本科录取分数线通常低于同水平同层次院校，这在很大程度上是学校文科基础较好而理工较弱的办学基础、多数考生对“民族大学”缺乏了解、国家和学校为了照顾少数民族地区考生而有意压低民族大学分数等原因共同造成的。
新增哲学、中国语言文学2个博士学位授权一级学科（现在，西南民族大学共有三个），4个已有硕士学位授权二级学科新增为一级学科，3个新增硕士学位授权一级学科，2个新增硕士专业学位授权点。
2018年11月28日:国家民委办公厅发布《关于第四届全国民族研究优秀成果奖评选结果的通报》，西南民族大学5项成果喜获奖励。获奖数量位列全国第四。该奖项评选面向全国高等院校、科研院所及学术团体，覆盖面广。此次评选共评出奖励143项，共有74个高校、院所等获得奖励。
来源:西南民族大学微信官方网站
西南民族大学成功获批“东南亚研究中心”“南亚文化研究心”“孟中印缅经济走廊研究中心” 等3个国家民委“一带一路”国别和区域研究中心。
来源：西南民族大学新闻网
研究生创新型科研项目共有704项通过评审，其中博士项目16项，硕土生重点项目188项，硕土生一般项目388项，硕土生专业实践项目112项。
来源：西南民族大学新闻网

## 12年在民族类院校的排名
| 排名 | 大学名称     | 综合得分 |
| ---- | ------------ | -------- |
| 1    | 中央民族大学 | 35.6     |
| 2    | 西南民族大学 | 26.4     |
| 3    | 中南民族大学 | 24.6     |

## 院系
- 城市规划与建筑学院
- 畜牧兽医学院
- 计算机科学与技术学院
- 化学与环境保护工程学院
- 电气工程学院
- 电子信息学院
- 马克思主义学院（政治学院）
- 藏学学院
- 彝学学院
- 艺术学院
- 文学与新闻传播学院
- 外国语学院
- 旅游与历史文化学院
- 经济学院
- 法学院
- 体育学院
- 预科教育学院
- 国际教育学院
- 管理学院
- 社会学与心理学学院
- 成人教育学院
- 药学院

## 历任校长
- 王维舟1951年4月——1970年1月
- 张天伟 1978年7月——1981年10月
- 张汉城 1981年10月——1984年12月
- 孟铸群 1986年6月——1992年2月
- 苏克明 1993年10月——1999年11月
- 陈玉屏 1999年11月——2005年1月
- 陈达云 2005年1月——2008年6月
- 赵心愚 2008年6月——2014年1月
- 曾明   2014年1月——2019年4月
- 刘玉彬  2019年4月——至今

## 校友
- 夏康农
- 曹方
- 降边嘉措
- 肖雪慧
- 曲尼次仁
- 寂地
- 冯元蔚
- 吉狄马加
- 布穷
- 韩晗
- 沙玛阿果
- 王瑛
- 胡仕伦
- 何启盖
- 刘国恩
- 三木科